# Контрол върху метеорологичните фактори в земеделието
Контрол върху нивата на метеорологичните фактори може да се осъществи на различни нива:

## Контрол при полски условия
- Подобряване на овлажняването чрез напояване на земеделските култури. Напояването дава висок ефект върху добивите от зеленчуковите култури (домати, пипер, патладжан, краставици), трайни насаждения (ябълки, праскови, круши) и полски култури с дълъг вегетационен период (царевица, соя и др.). Гореспоменатите култури не следва да се отглеждат без осигурено напояване в следните райони на страната: равнините на цяла Южна България; карбонатните черноземи по поречието на Дунав, Черноморската климатична област.
- Подобряване на условията на овлажняване чрез правилно прилагане на основните земеделски практики – избор на култура и генотипи, обработка на почвата, структурата на посева (осигуряване на максимално близка до квадрата форма на хранителната площ на едно растение) и т.н.
- Предпазване на растенията и почвата от негативното влияние на метеорологичните фактори
  - Разпръскване на градоносни облаци в застрашените райони;
  - Обдимяване или обветряне на посеви и насаждения;
  - Създаване на полезащитна мрежа от пояси или временни прегради;

## Контрол вкултивационни съоръжения

### Пасивен (непълен) контрол на температурата и осветяването
- Отглеждане на разсад за зеленчуци и тютюн в полиетиленови тунели и оранжерии без отопление, парници; използване на бяло полиетиленово фолио за застилане на лехи в отопляеми оранжерии през зимата за увеличаване на сумарната радиация;

### Активен контрол върху един или повече фактори
- В отопляеми пластмасови или стоманено-стъклени оранжерии
  - контрол върху температурата на въздуха чрез отопление и овлажняването на почвата чрез поливане;
  - температурата на въздуха чрез отопление, влажността на почвата чрез поливане и влажността на въздуха чрез оросяване;
  - температурата и влагата (указано по-горе), и включване на допълнително осветление;
- Във фитотрони – съоръжения за пълен контрол върху температурата на въздуха и режима на термопериодизъм, овлажняването на почвата и въздуха; имитиране на оптимална интензивност на слънчевата радиация и режима на фотопериодъзъм.